# Ditassa sipapoana
Ditassa sipapoana är en oleanderväxtart som beskrevs av G. Morillo. Ditassa sipapoana ingår i släktet Ditassa och familjen oleanderväxter. Inga underarter finns listade i Catalogue of Life.